# ریچارد آلدینگتون

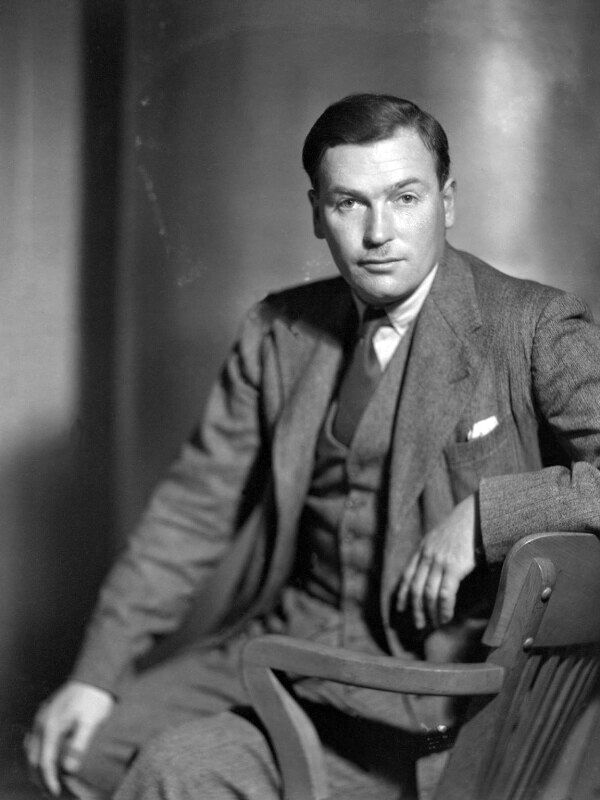
Aldington, 1931

ریچارد آلدینگتون (انگلیسی: Richard Aldington؛ ۸ ژوئیه ۱۸۹۲ – ۱۹۶۲) شاعر و نویسنده بریتانیایی بود. از آثار مشهور او می‌توان به مرگ یک قهرمان (۱۹۲۹) و لورنس عربستان: جستاری زندگینامه‌ای (۱۹۵۵) اشاره کرد. او و همسرش، هیلدا دولیتل، آوانگارد بودند و از اعضای حلقه ایماژیست‌ها.